# Илич, Бранко
Бра́нко И́лич (словен. Branko Ilič; род. 6 февраля 1983, Любляна, СФРЮ) — словенский футболист, защитник. Выступал в сборной Словении. Дважды вице-чемпион Словении (2005—2006), чемпион Сербии (2015), чемпион Казахстана (2015).

## Карьера

### Клубная
Начал свою карьеру профессионала в 20 лет в люблянском клубе «Олимпия», где дебютировал в 2003 году против «Копера». После серьёзных финансовых проблем в клубе в январе 2005 года перешёл в соседний «Домжале», где отыграл два сезона и стал дважды вице-чемпионом Словении.
В январе 2007 года на правах аренды перешёл в испанский «Бетис», став первым словенским игроком в истории клуба. Первый матч за новый клуб сыграл в четвертьфинале Кубка Испании против «Севильи». Уже 4 февраля сыграл первый матч в чемпионате Испании против «Атлетика Бильбао», где сделал голевую передачу на Роберта. После хорошо проведённой игроком концовки сезона летом 2007 года «Бетис» выкупил трансфер Илича у «Домжале» за 1,5 миллиона евро.
31 августа 2009 года Илич перешёл в «Москву» на правах аренды. Дебютировал в новом клубе 17 сентября в матче против «Локомотива» (0:1). Но 10 марта 2010 года перешёл в московский «Локомотив», подписав двухлетний контракт. В новом клубе дебютировал 15 мая в матче против пермского «Амкара» (2:0). Но через два года, в феврале 2012 года «Локомотив» не стал продлевать контракт.
С лета 2012 года Бранко в течение сезона выступал за кипрский «Анортосис», затем год в израильском «Хапоэле» (Тель-Авив). На правах свободного агента Илич подписал годовой контракт с белградским «Партизаном». И с «Партизаном» Бранко стал летом 2015 года чемпионом Сербии.
В июле 2015 года трансфер Илича за 180 тысяч евро с целью укрепления обороны выкупил казахстанский клуб «Астана». И в этом сезоне Илич стал чемпионом Казахстана.
В январе 2016 года Бранко Илич подписал контракт с японским клубом «Урава Ред Даймондс». Главным тренером команды является серб Михайло Петрович.

### В сборной
Дебютировал в сборной 18 августа 2004 года в товарищеском матче со сборной Сербии в возрасте 21 года. Был вызван в состав национальной команды для подготовки к двум стыковым матчам отборочного турнира ЧМ-2010 со сборной России 14 и 18 ноября 2009 года.

## Достижения
- Вице-чемпион Словении: 2004/05, 2005/06
- Чемпион Сербии: 2014/15
- Чемпион Казахстана: 2015